# 3910 Liszt
3910 Liszt је астероид главног астероидног појаса чија средња удаљеност од Сунца износи 2,795 астрономских јединица (АЈ).
Апсолутна магнитуда астероида је 12,1.